# نجم رئيسي
نجم رئيسي أو نجميات رئيسية (الاسم العلمي: Archaster)، فصيلة من نجوم البحر توجد في المياه الضحلة في منطقة المحيطين الهندي والهادئ الاستوائية. ضُم جنس Astropus، الذي كان مدرجًا سابقًا في هذه الفصيلة بوصفه جنس مستقل، ولكن الآن أصبح عضو في جنس النجم الرئيسي Archaster مع النوع الوحيد، Astropus longipes (Gray، 1840)، والذي تم قبوله باسم Archaster lorioli Sukarno & Jangoux، 1977.
الجنس الوحيد في الفصيلة الآن هو Archaster حيث رُفعت ثلاث فُصيلات الآن إلى حالة فصيلة:
- فُصيلة Benthopectininae قُبلت بوصفها Benthopectinidae
- فُصيلة Pararchasterinae قُبلت بوصفهاBenthopectinidae
- فُصيلة Plutonasterinae قُبلت بوصفها Astropectinidae:

## الأنواع
أنواعه المُدرجة في السجل الدولي للأنواع البحرية
| الصورة | الاسم العلمي                                | التوزيع                                         |
| ------ | ------------------------------------------- | ----------------------------------------------- |
|        | Archaster angulatus Müller & Troschel, 1842 | جزر الهند الشرقية والفلبين والصين وجنوب اليابان |
|        | Archaster lorioli Sukarno & Jangoux, 1977   | المحيط الهندي                                   |
|        | Archaster typicus Müller & Troschel, 1840   | المحيط الهندي والهادئ                           |